# Salmo 83
El Salmo 83  es, según la numeración hebrea, el octogésimo tercer salmo del Libro de los salmos de la Biblia. Corresponde al salmo 82 según la numeración de la Biblia Septuaginta griega, empleada también en la Vulgata latina. Por este motivo, recogiendo la doble numeración, a este salmo también se le refiere como el salmo 83 (82).
En latín se le conoce como "Deus quis similis erit tibi ne taceas". Es uno de los 12 Salmos de Asaf.
Este salmo es el último de los Salmos de Asaf , que incluyen los salmos 50 y 73 al 83. También es el último de la colección "Elohista", salmos del Salmo 42 al salmo 83, en los que se utiliza principalmente uno de los títulos de Dios, Elohim.
Generalmente se ve como un lamento nacional provocado por la amenaza de una invasión de Israel por parte de sus vecinos.
El salmo forma parte habitual de las liturgias judía , católica , luterana , anglicana y otras liturgias protestantes. Se le ha puesto música, incluidas obras de Heinrich Schütz y Alexander von Zemlinsky .

## Análisis
Algunos han indicado que el nombramiento específico de naciones particulares indica que sí se refiere a un período histórico específico, aunque la oración misma se ofrecería en el Templo de Jerusalén. La fecha de su composición es objeto de debate, pero muchos comentaristas consideran que la referencia en el versículo 9 a Asiria es una indicación de que el Salmo fue escrito durante la época del predominio asirio, entre los siglos siglo IX y Siglo VII a. C.  Otros han situado la composición del salmo desde la época de Saúl en adelante, hasta la época de los Macabeos ,  sugerida por Teodoro de Mopsuestia.

## Texto
La siguiente tabla muestra el texto en hebreo del salmo con vocales, junto con el texto en griego koiné en la Septuaginta y la traducción al español de la Biblia del Rey Jacobo. Tenga en cuenta que el significado puede diferir ligeramente entre estas versiones, ya que la Septuaginta y el texto masorético provienen de tradiciones textuales diferentes. En la Septuaginta, este salmo está numerado como Salmo 82.

### Versión de la Biblia hebrea
El siguiente es el texto hebreo del Salmo 83:
| #      | Hebreo                                             | Español                                                                                               | Griego                                                                                             |
| ------ | -------------------------------------------------- | --- | -------------------------------------------------------------------------------------------------- |
| [ 16 ] | שִׁ֖יר מִזְמ֣וֹר לְאָסָֽף׃                                    | (Una canción o Salmos de Asaf.)                                                                       | ᾿ῼδὴ ψαλμοῦ τῷ ᾿Ασάφ. -                                                                            |
| 1      | אֱלֹהִ֥ים אַל־דֳּמִי־לָ֑ךְ אַל־תֶּחֱרַ֖שׁ וְאַל־תִּשְׁקֹ֣ט אֵֽל׃               | No calles, oh Dios; no te quedes callado, oh Dios.                                                    | Ο ΘΕΟΣ, τίς ὁμοιωθήσεταί σοι; μὴ σιγήσῃς μηδὲ καταπραΰνῃς, ὁ Θεός·                                 |
| 2      | כִּֽי־הִנֵּ֣ה א֭וֹיְבֶיךָ יֶהֱמָי֑וּן וּ֝מְשַׂנְאֶ֗יךָ נָ֣שְׂאוּ רֹֽאשׁ׃             | Porque he aquí que tus enemigos se alborotan, y los que te aborrecen han levantado la cabeza.         | ὅτι ἰδοὺ οἱ ἐχθροί σου ἤχησαν, καὶ οἱ μισοῦντές σε ᾖραν κεφαλήν,                                   |
| 3      | עַֽל־עַ֭מְּךָ יַעֲרִ֣ימוּ ס֑וֹד וְ֝יִתְיָעֲצ֗וּ עַל־צְפוּנֶֽיךָ׃               | Han tomado consejo astuto contra tu pueblo, y han consultado contra tus ocultos.                      | ἐπὶ τὸν λαόν σου κατεπανουργεύσαντο γνώμην καὶ ἐβουλεύσαντο κατὰ τῶν ἁγίων σου·                    |
| 4      | אָמְר֗וּ לְ֭כוּ וְנַכְחִידֵ֣ם מִגּ֑וֹי וְלֹֽא־יִזָּכֵ֖ר שֵֽׁם־יִשְׂרָאֵ֣ל עֽוֹד׃       | Han dicho: «Venid, y exterminémoslos como nación, para que no sea más recordado el nombre de Israel». | εἶπαν· δεῦτε καὶ ἐξολοθρεύσωμεν αὐτοὺς ἐξ ἔθνους, καὶ οὐ μὴ μνησθῇ τὸ ὄνομα ᾿Ισραὴλ ἔτι.           |
| 5      | כִּ֤י נוֹעֲצ֣וּ לֵ֣ב יַחְדָּ֑ו עָ֝לֶ֗יךָ בְּרִ֣ית יִכְרֹֽתוּ׃                  | Porque se han consultado juntos con un mismo consentimiento; se han confederado contra ti.            | ὅτι ἐβουλεύσαντο ἐν ὁμονοίᾳ ἐπὶ τὸ αὐτό, κατὰ σοῦ διαθήκην διέθεντο                                |
| 6      | אׇהֳלֵ֣י אֱ֭דוֹם וְיִשְׁמְעֵאלִ֗ים מוֹאָ֥ב וְהַגְרִֽים׃                   | Los tabernáculos de Edom, y los ismaelitas; de Moab, y los agarenos;                                  | τὰ σκηνώματα τῶν ᾿Ιδουμαίων καὶ οἱ ᾿Ισμαηλῖται, Μωὰβ καὶ οἱ ᾿Αγαρηνοί,                             |
| 7      | גְּבָ֣ל וְ֭עַמּוֹן וַעֲמָלֵ֑ק פְּ֝לֶ֗שֶׁת עִם־יֹ֥שְׁבֵי צֽוֹר׃                  | Gebal, y Amón, y Amalec; los filisteos con los habitantes de Tiro;                                    | Γεβὰλ καὶ ᾿Αμμὼν καὶ ᾿Αμαλὴκ καὶ ἀλλόφυλοι μετὰ τῶν κατοικούντων Τύρον.                            |
| 8      | גַּם־אַ֭שּׁוּר נִלְוָ֣ה עִמָּ֑ם הָ֤יֽוּ זְר֖וֹעַ לִבְנֵי־ל֣וֹט סֶֽלָה׃            | Assur también se ha unido a ellos: han ayudado a los hijos de Lot. Selah.                             | καὶ γὰρ καὶ ᾿Ασσοὺρ συμπαρεγένετο μετ᾿ αὐτῶν, ἐγενήθησαν εἰς ἀντίληψιν τοῖς υἱοῖς Λώτ. (διάψαλμα). |
| 9      | עֲשֵֽׂה־לָהֶ֥ם כְּמִדְיָ֑ן כְּֽסִיסְרָ֥א כְ֝יָבִ֗ין בְּנַ֣חַל קִישֽׁוֹן׃             | Hazles como a los madianitas; como a Sísara, como a Jabín, en el río Kishon:                          | ποίησον αὐτοῖς ὡς τῇ Μαδιὰμ καὶ τῷ Σισάρᾳ, ὡς τῷ ᾿Ιαβεὶμ ἐν τῷ χειμάρρῳ Κεισών·                    |
| 10     | נִשְׁמְד֥וּ בְֽעֵין־דֹּ֑אר הָ֥יוּ דֹ֝֗מֶן לָאֲדָמָֽה׃                      | Los que perecieron en Endor: se convirtieron en estiércol para la tierra.                             | ἐξωλοθρεύθησαν ἐν ᾿Αενδώρ, ἐγενήθησαν ὡσεὶ κόπρος τῇ γῇ.                                           |
| 11     | שִׁיתֵ֣מוֹ נְ֭דִיבֵימוֹ כְּעֹרֵ֣ב וְכִזְאֵ֑ב וּֽכְזֶ֥בַח וּ֝כְצַלְמֻנָּ֗ע כׇּל־נְסִיכֵֽימוֹ׃ | Haz que sus nobles sean como Oreb y Zeeb: sí, todos sus príncipes como Zebah, y como Zalmunna:        | θοῦ τοὺς ἄρχοντας αὐτῶν ὡς τὸν ᾿Ωρὴβ καὶ Ζὴβ καὶ Ζεβεὲ καὶ Σαλμανὰ πάντας τοὺς ἄρχοντας αὐτῶν,     |
| 12     | אֲשֶׁ֣ר אָ֭מְרוּ נִ֣ירְשָׁה לָּ֑נוּ אֵ֝֗ת נְא֣וֹת אֱלֹהִֽים׃                  | Quienes dijeron: «Tomemos para nosotros las casas de Dios como posesión».                             | οἵτινες εἶπαν· Κληρονομήσωμεν ἑαυτοῖς τὸ ἁγιαστήριον τοῦ Θεοῦ.                                     |
| 13     | אֱֽלֹהַ֗י שִׁיתֵ֥מוֹ כַגַּלְגַּ֑ל כְּ֝קַ֗שׁ לִפְנֵי־רֽוּחַ׃                     | Oh Dios mío, hazlos como una rueda; como el rastrojo delante del viento.                              | ὁ Θεός μου, θοῦ αὐτοὺς ὡς τροχόν, ὡς καλάμην κατὰ πρόσωπον ἀνέμου·                                 |
| 14     | כְּאֵ֥שׁ תִּבְעַר־יָ֑עַר וּ֝כְלֶהָבָ֗ה תְּלַהֵ֥ט הָרִֽים׃                     | Como el fuego quema el bosque, y como la llama incendia los montes;                                   | ὡσεὶ πῦρ, ὃ διαφλέξει δρυμόν, ὡσεὶ φλόξ, ἣ κατακαύσει ὄρη,                                         |
| 15     | כֵּ֭ן תִּרְדְּפֵ֣ם בְּסַעֲרֶ֑ךָ וּבְסוּפָתְךָ֥ תְבַהֲלֵֽם׃                      | Así los perseguirás con tu tempestad, y los aterrorizarás con tu tormenta.                            | οὕτως καταδιώξεις αὐτοὺς ἐν τῇ καταιγίδι σου, καὶ ἐν τῇ ὀργῇ σου συνταράξεις αὐτούς.               |
| 16     | מַלֵּ֣א פְנֵיהֶ֣ם קָל֑וֹן וִיבַקְשׁ֖וּ שִׁמְךָ֣ יְהֹוָֽה׃                    | Llena sus rostros de vergüenza, para que busquen tu nombre, oh SEÑOR.                                 | πλήρωσον τὰ πρόσωπα αὐτῶν ἀτιμίας, καὶ ζητήσουσι τὸ ὄνομά σου, Κύριε.                              |
| 17     | יֵבֹ֖שׁוּ וְיִבָּהֲל֥וּ עֲדֵי־עַ֗ד וְֽיַחְפְּר֥וּ וְיֹאבֵֽדוּ׃                  | Que sean confundidos y turbados para siempre; sí, que sean avergonzados y perezcan:                   | αἰσχυνθήτωσαν καὶ ταραχθήτωσαν εἰς τὸν αἰῶνα τοῦ αἰῶνος καὶ ἐντραπήτωσαν καὶ ἀπολέσθωσαν           |
| 18     | וְֽיֵדְע֗וּ כִּֽי־אַתָּ֬ה שִׁמְךָ֣ יְהֹוָ֣ה לְבַדֶּ֑ךָ עֶ֝לְי֗וֹן עַל־כׇּל־הָאָֽרֶץ׃       | Para que los hombres sepan que tú, cuyo nombre es SEÑOR, eres el más alto sobre toda la tierra.       | καὶ γνώτωσαν ὅτι ὄνομά σοι Κύριος· σὺ μόνος ῞Υψιστος ἐπὶ πᾶσαν τὴν γῆν.                            |

## Comentarios

### De la Iglesia católica

#### A todo el salmo
En este salmo se implora que el juicio divino recaiga también sobre los enemigos externos del pueblo, del mismo modo que en el salmo anterior se pedía justicia contra los jueces corruptos que actuaban desde dentro. En ambos casos, se reconoce a Dios como el único juez y soberano universal. El salmo comienza con una súplica directa a Dios para que intervenga (v. 2), seguida de una explicación del motivo: los enemigos buscan eliminar al pueblo de Israel (vv. 3-5). Luego, se identifican explícitamente las naciones hostiles (vv. 6-9). En una segunda parte, se ruega a Dios que actúe contra ellos (vv. 10-17), tal como lo hizo en el pasado con otros pueblos enemigos (vv. 10-13), dispersándolos para provocar su conversión (vv. 14-17), y avergonzándolos para que reconozcan su señorío (vv. 18-19). Cuando un cristiano ora con este salmo, pide protección frente a las amenazas que sufre la Iglesia. Sin embargo, comprende que el verdadero enemigo no son las naciones en sí, sino las fuerzas espirituales del mal (cf. Ef 6,12), que en ocasiones manipulan a los poderosos de este mundo para llevar a cabo sus fines.

#### A los versículos 2-13
La intervención divina solicitada en este salmo tiene como propósito principal la manifestación de la gloria de Dios (cf. v. 19). Los enemigos mencionados son aquellos que buscan eliminar al pueblo de Dios por completo, lo que los sitúa como opositores directos del plan divino (cf. Sal 2, donde se alude a la amenaza contra el rey como figura del pueblo elegido). La enumeración de naciones coaligadas contra Israel responde a una intención literaria, más que a una realidad histórica precisa. La ausencia de Babilonia permite situar la composición del salmo en una época anterior al siglo VI a. C.
El texto remite a episodios del libro de los Jueces, evocando antiguas victorias en las que los enemigos fueron derrotados de forma humillante, dejando sus cadáveres sin sepultura, comparados con estiércol esparcido por los campos (v. 11). Esta referencia subraya la severidad del castigo divino. Asimismo, se reafirma que la tierra pertenece a Dios, considerada parte de sus dominios (v. 13), lo que refuerza el carácter teológico del conflicto.

#### A los versículos 14-19
Las imágenes empleadas en estos versículos —como torbellino, fuego que consume el bosque o llama que abrasa los montes— expresan con fuerza la contundencia y rapidez de la acción de Dios. No se trata solo de castigo, sino de una intervención que arrasa todo obstáculo con la misma naturalidad con que un incendio devora el campo. El salmista desea que este despliegue de poder no termine solo en la destrucción del enemigo, sino que lleve a un reconocimiento universal del nombre del Señor (v. 17). Así, la petición de liberación del peligro va unida al deseo de que Dios sea reconocido como el único soberano, no solo por Israel, sino por todas las naciones.

Ninguna cosa mueve más al hombre a orar que el deseo y la esperanza de verse libre de los trabajos que le afligen o que le amenazan. (…) Pero, aunque verdaderamente obran con espontaneidad los hombres al invocar a Dios en los peligros y desgracias (…) quiso que antes de pedir que nos libre del mal, pidiésemos que el nombre de Dios sea santificado, que se extienda su reino, y que luego pidiésemos las demás cosas.

El salmista no busca principalmente la destrucción de los pueblos enemigos, sino que lleguen a reconocer que el Dios de Israel es el único Dios verdadero.
Es éste el afán de almas que tuvieron los santos:

No podré descansar hasta el fin del mundo, mientras haya almas que salvar.

## Versículos

### Versículo 1
¡No guardes silencio, oh Dios!
No calles,
¡Y no te quedes quieto, oh Dios! 
Se discute el significado específico de este versículo. El verbo se puede traducir para referirse al habla ("no guardes silencio") o al movimiento ("no estés inactivo").  El hecho de que el versículo pida tres veces la ayuda de Dios subraya la urgencia de la situación y de la oración del pueblo.

### Versículos 2–5
En el texto del salmo, específicamente en los versículos 2 al 5, el hablante asume que los individuos que conspiran contra la nación de Israel deben ser inherentemente enemigos de Dios. También les atribuye la intención de la completa extinción del pueblo de Israel, ya que ese es el significado del versículo 4, que indica que el nombre de Israel será borrado o nunca más será recordado.

### Versículos 6–8
Estos versículos proporcionan los nombres de las diez naciones que evidentemente han formado una coalición contra Israel, los edomitas, los ismaelitas, los moabitas, los agarenos, Gebal, Amón, los amalecitas, los filisteos, Tiro y Asiria.

### Versículos 9-12
El narrador continúa asumiendo que Dios mismo luchará del lado de Israel en la próxima batalla, basándose en las historias contenidas en los capítulos 4 al 8 del Libro de los Jueces, citando acciones individuales atribuidas a Dios en ese libro.

### Versículos 13-17
En estos versículos, el narrador solicita específicamente que Dios haga que los oponentes de Israel sufran y experimenten vergüenza y mueran en desgracia por oponerse a Israel y, por extensión, a Dios mismo. Los detalles mencionados, incluyendo paja, fuego y tormenta, son referencias al siroco.

### Versículo 18
En este versículo, el narrador afirma que desea que Dios realice estos diversos actos para que todos sepan que Dios es la entidad más poderosa y tiene dominio sobre toda la Tierra.  Este versículo, con el versículo 16, indica que, aunque la mayor parte del salmo es una oración por la destrucción de los enemigos de Israel, hay alguna esperanza positiva de que los enemigos de Israel puedan llegar a reconocer al dios de Israel.  Mientras que la versión de la Biblia del Rey Jacobo traduce con mayor frecuencia el tetragrámaton -YHWH (que aparece en las escrituras hebreas 6,828 veces) como "SEÑOR", este versículo tiene una de las varias apariciones en las que se traduce como "JEHOVÁ". Esta traducción traduce esas cuatro letras, conocidas como Tetragrámaton, "Jehová". Ese nombre es, con diferencia, el que aparece con más frecuencia en la Biblia. Es uno de los pocos versículos donde se usan las frases " cuyo nombre es " o " ése es mi nombre " (Isaías 42:8, Jeremias 33:2, etc.) en toda la Biblia. En particular, por estas razones, este versículo es ampliamente citado, particularmente por los testigos de Jehová , como evidencia de que "Jehová" es el nombre personal de Dios .
Diferentes traducciones interpretan el versículo de la siguiente manera:
| Traducción | Salmo 83:18                                                                                              |
| ---------- | --- |
| ASV        | "Para que sepan que sólo tú, cuyo nombre es Jehová, eres el Altísimo sobre toda la tierra".              |
| BRJ        | "Para que sepan los hombres que tú, cuyo único nombre es Jehová, eres el Altísimo sobre toda la tierra". |
| NBRJ       | "Para que sepan que Tú, cuyo único nombre es Jehová, eres el Altísimo sobre toda la tierra".             |
| COGER      | "Muéstrales que sólo tú eres el Señor, el Altísimo sobre toda la tierra". (como el versículo 19)         |
| TNM        | "Que la gente sepa que tú, cuyo nombre es Jehová, sólo tú eres el Altísimo sobre toda la tierra".        |
| REB        | "Que se sepa, pues, que tú, cuyo nombre es Jehová, eres el único Altísimo sobre toda la tierra".         |
| RSV        | "Hazles saber que sólo tú, cuyo nombre es Jehová, eres el Altísimo sobre toda la tierra".                |
| WEB        | "para que sepan que sólo tú, cuyo nombre es Yavé, eres el Altísimo sobre toda la tierra".                |
| YLT        | "Y saben que Tú – (Tu nombre [es] Jehová – por Ti mismo,) [eres] el Altísimo sobre toda la tierra!"      |

## Cristianismo

### Catolicismo
En la Liturgia de las horas actual el rezo de este salmo ha sido excluido por cierta dificultad psicológica debido a su carácter imprecatorio.

### Anglicanismo
En el Libro de Oración Común de la Iglesia de Inglaterra, este salmo está designado para leerse en la tarde del día 16 del mes.

## Composiciones musicales
Heinrich Schütz compuso el Salmo 83 en una versión métrica en alemán, "Gott, schweig du nicht so ganz und gar", SWV 180, como parte del Salterio de Becker , publicado por primera vez en 1628.
Alexander von Zemlinsky compuso un escenario para coro y orquesta, utilizando versos seleccionados en alemán, Salmo 83 , en 1900.